# Tjusterbybergen
Tjusterbybergen är en kulle och möjligen ett fornborg i Sjundeå i Finland. Kullen ligger i byn Tjusterby sydväst om Sjundeå kyrkby i landskapet Nyland. Tjusterbybergen är en fast fornlämning som är skyddad av Museiverket.
Tjusterbybergen är känt för gravrösen från bronsåldern. Marina Grotell påträffade gravrösena år 1998 då den var helt och hållet täckt av vegetation. En del av gravrösena har rasat. Omkring Tjusterbybergen finns också många stenbrott.